# Bettina Zipp
Bettina Zipp (née le 29 avril 1972) est une ancienne athlète allemande spécialiste du 100 mètres.

## Palmarès

### Championnats d'Europe d'athlétisme
- Championnats d'Europe d'athlétisme 1994 à Helsinki,  Finlande
  -  Médaille d'or du relais 4 × 100 m

### Championnats d'Europe junior d'athlétisme
- Championnats d'Europe junior d'athlétisme 1991 à Thessalonique,  Grèce
  -  Médaille de bronze sur 100 m